# Yuki Takita
Yuki Takita (Saitama, 16 mei 1967) is een voormalig Japans voetballer.

## Carrière
Yuki Takita speelde tussen 1990 en 2000 voor NTT Kanto en Urawa Red Diamonds.